# Anton Eberl

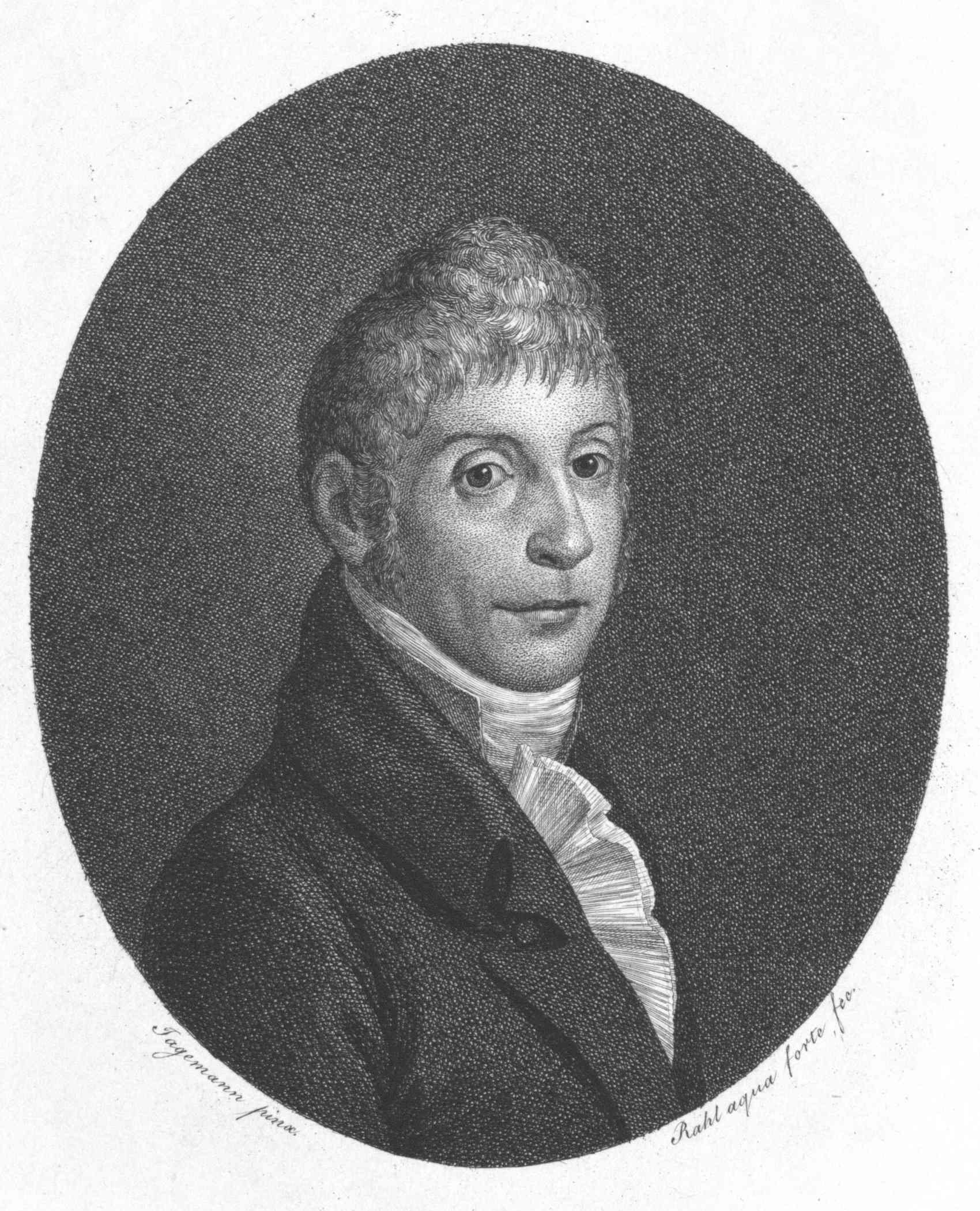
Anton Eberl, um 1800

Anton Eberl, vollständiger Name: Anton de Padua Franz de Paula Josef Vincenz Ferrerius Eberl (* 13. Juni 1765 in Rossau (Wien); † 11. März 1807 in Wien) war ein österreichischer Pianist, Komponist und Kapellmeister.

## Leben
Anton Eberl war der Sohn des Beamten der kaiserlichen Verwaltung Josef Eberl und seiner Frau Anna Christina, geb. Drussina. Sein Bruder war der drei Jahre ältere Theaterdichter und Schauspieler Ferdinand Eberl (* 3. Mai 1762 - † 27. Mai 1805). Bereits als Kind tat sich Anton Eberl durch beachtliche Leistungen als Pianist hervor. Das erkannte auch der neun Jahre ältere Wolfgang Amadeus Mozart (1756–1791). Von seinem Vater gedrängt nahm Eberl Ende der 1770er-Jahre ein Jurastudium auf, das er jedoch bald schon wegen dessen finanziellem Bankrott aufzugeben gezwungen war. Da er das Klavierspiel schon während des Studiums nicht aufgegeben hatte, wandte er sich nun vollständig der Musik zu. Eberl wurde Mozarts Schüler und Freund und hatte im Jahr 1784 seinen ersten öffentlichen Auftritt in Wien. Und Eberls Werke befanden sich bald auf so hohem Niveau, dass sie oft unter Mozarts Namen veröffentlicht wurden. Zu Mozarts Tod (1791) komponierte Eberl die Trauerkantate Bey Mozarts Grab.
Auch nach Mozarts Tod brach der Kontakt zu dessen Familie nicht ab. So begleitete Eberl im Winter 1795–1796 Constanze Mozart und ihre Schwester Aloisia auf einer Konzertreise nach Hamburg und Leipzig. Am 19. Mai 1796 heiratete Eberl Anna Maria Scheffler (* 1771) im Stephansdom und im selben Jahr brach er nach St. Petersburg auf, wo er am Zarenhof als Kapellmeister, Komponist, Klaviervirtuose und Musiklehrer der Zarenfamilie tätig war. Hier führte er im Jahr 1801 erstmals in Russland Die Schöpfung von Joseph Haydn auf.
Ab dem Jahr 1803 machte Eberl wieder in Wien von sich reden. Seine Oper  Die Königin der schwarzen Inseln war zwar kein Erfolg beim Publikum, jedoch lobte Joseph Haydn die Musik. Eberl komponierte nun viel – und seine Werke kamen durchaus zu erfolgreichen Aufführungen. Sein Klavierkonzert in C-Dur op. 32 wurde von Eberl persönlich uraufgeführt, und als seine Symphonie in Es-Dur op. 33 im April 1805 zusammen mit Beethovens 3. Sinfonie („Eroica“) aufgeführt wurde, bekam Eberls Symphonie die deutlich besseren Kritiken.
Im Jahre 1806 stand Eberl auf dem Gipfel seines Ruhms. Tragischerweise starb er schon wenige Monate nach seiner Rückkehr nach Wien in einer Wohnung im Eisgrübel an Scharlach. Anton Eberl wurde am 13. März 1807 begraben.

„Wien, den 16. März. Am 11 dieß starb hier der berühmte Komponist und Klavierspieler, Anton Eberl, im 41sten Jahr seines Alters. Ueber den Reichthum, die Tiefe und Fülle seiner Kompositionen hat die Kritik entschieden; wie vortrefflich aber sein Herz, wie hell sein Verstand, wie anspruchslos sein Betragen gewesen sey, das wissen Jene, die ihn kannten, und in ihm den Menschen, wie den Künstler, liebten und schätzten. Er war erst 14 Jahre alt, als er aus der Fülle seines Genies die erste feurige Oper komponierte, die selbst ein Glück [= Christoph Willibald Gluck] bewunderte.“

Trotz seines kurzen Lebens komponierte Eberl zahlreiche Sonaten, vier Klavierkonzerte, fünf Symphonien, Lieder, Fantasien, Tänze und Variationen für Klavier, acht Bühnenwerke und vieles mehr. Stilistisch basiert seine Musik auf der Wiener Klassik, weist jedoch oft schon romantische Merkmale auf, sie verweist also auf den Übergang von der Klassik zur Romantik.

## Werke
In Klammern ist die Entstehungszeit angegeben; ist diese nicht bekannt, wurde mit dem Zusatz „ed.“ und ohne Klammer das Jahr des Erstdrucks bezeichnet.

### Vokalmusik
Opern
- Les Bohémiens (Die Zigeuner), Komische Oper in drei Akten w.o.n. 22 (1781), verloren
- Graf Balduin, Komische Oper in zwei Akten w.o.n. 20 (1785), verloren
- Die Marchande des Modes, Singspiel in drei Akten w.o.n. 19 (spätestens 1787), Libretto erhalten
- Die Hexe Megäre, w.o.n. 21 (1790), verloren
- Pyramus und Thisbe, Melodram in einem Akt w.o.n. 23 (1794), Libretto erhalten
- Der Tempel der Unsterblichkeit, Allegorischer Prolog w.o.n. 24 (1799), verloren
- Die Königin der schwarzen Inseln, Zauberoper in zwei Akten w.o.n. 1 (1801)
- Erwine von Steinheim, Parodie in drei Akten w.o.n. 25 (1801); Libretto erhalten

Kantaten und Lieder
- Bey Mozart’s Grabe, Kantate für Soli, Chor und Cembalo w.o.n. 8 (1791)
- Sechs deutsche Lieder für Sopranstimme und Klavier op. 4; ed. 1796
- La gloria d’Imeneo, Kantate für Soli, Chor und Orchester op. 11 (1799)
- Sechs Gesänge für Sopranstimme und Klavier op. 23, ed. 1804
- In questa tomba oscura, Arietta für Singstimme und Klavier w.o.n. 10, ed. 1807

### Instrumentalmusik
Sinfonien
- D-Dur w.o.n. 5 (1783)
- G-Dur w.o.n. 6 (1784)
- C-Dur w.o.n. 7 (1785)
- Es-Dur op. 33 (1803)
- d-Moll op. 34 (1804)

Konzerte
- für Klavier und Orchester C-Dur w.o.n. 9 (1793)
- für Klavier und Orchester C-Dur op. 32 (1803 oder eher)
- für Klavier und Orchester Es-Dur op. 40 (ca. 1803)
- für zwei Klaviere und Orchester B-Dur op. 45 (ca. 1803)

### Kammermusik
- Sextett Es-Dur für Klavier, Violine, Viola, Klarinette und Horn op. 47 (1796)
- Quintett g-Moll für Klavier, Klarinette oder Violine, zwei Violen und Violoncello op. 41 (1801)
- Quintett C-Dur für Klavier, Oboe, Violine, Viola und Violoncello op. 48 (1805)
- Quartett C-Dur für Klavier, Violine, Viola und Violoncello op. 18; ed. 1802
- Quartett g-Moll für Klaver, Violine, Viola und Violoncello (1804)
- 3 Streichquartette für zwei Violinen, Viola und Violoncello Es-Dur, D-Dur, g-Moll op. 13; ed. 1801
- 3 Trios für Klavier, Violine und Violoncello: Es-Dur, B-Dur, c-Moll op. 8; ed. ca. 1797
- Potpourri für Klavier, Klarinette und Violoncello op. 44 (1803)
- Trio Es-Dur für Klavier, Klarinette (oder Violine) und Violoncello op. 36; ed. 1806
- 5 Sonaten für Klavier und Violine:
  - F-Dur op. 49 (1792),
  - B-Dur op. 50 (1795),
  - d-Moll op. 14 (1801),
  - D-Dur op. 20 (1803), gewidmet Dorothea von Ertmann,
  - B-Dur op. 35 (1805)
- 2 Sonaten für Klavier, Klarinette oder Violine und Bass ad lib.: a-Moll, B-Dur op. 10; ed. ca. 1799
- Sonate für Klavier und Flöte g-Moll op. 29 (1804)
- Grand Duo A-Dur für Klavier und Violoncello oder Violine op. 26 (1804)
- Variations sur un thème russe c-Moll für Klavier und Violoncello op. 17; ed. 1802

### Klaviermusik
(für Klavier solo, wenn nicht anders angegeben)
- Prélude suivie de VIII variations G-Dur für zwei Klaviere op. 31 (1804)
- 6 Klaviersonaten: c-Moll op. 1 (1792); f-Moll op. 12, ed. 1801; C-Dur op. 16, ed. 1802; g-Moll op. 27, ed. 1805; C-Dur op. 43 (1806); g-Moll op. 39 (1806)
- 3 Sonatinen: C-Dur op. 5, ed. ca. 1796; C-Dur, F-Dur für Klavier zu vier Händen op. 7, ed. 1797
- Etliche Einzelstücke: Fantaisie et Rondeau B-Dur op. 15, ed. 1802; Caprice et Rondeau Es-Dur op. 21 (oder 38), ed. 1803; Caprice et Rondeau C-Dur für Klavier zu vier Händen op. 42 (1803); Polonaise D-Dur für Klavier zu vier Händen op. 24 (oder 26), ed. ca. 1804; Amusement Es-Dur op. 30 (1805); Toccata c-Moll op. 46 (1806)
- Zahlreiche Variationswerke (u. a. über Zu Steffen sprach im Traume w.o.n. 2; Bey Männern, welche Liebe fühlen w.o.n. 3; Freundin sanfter Herzenstriebe w.o.n. 4)